# Gymnothorax griseus

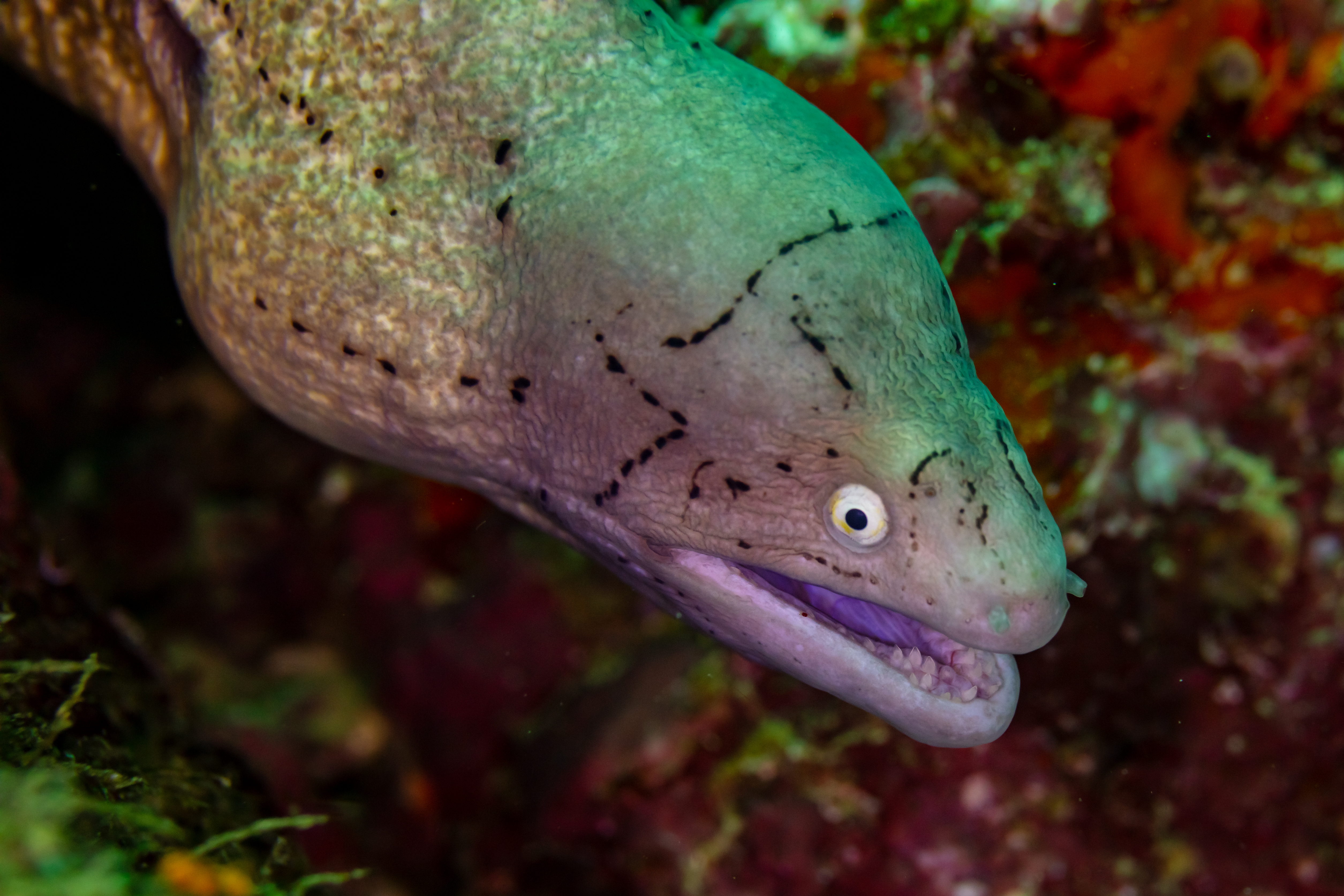
Detalle de la cabeza.

Gymnothorax griseus es una especie de pez de la familia de los morénidas en el orden de los Anguilliformes.

## Morfología
Los machos pueden llegar a alcanzar los 65 cm de longitud total.

## Distribución geográfica
Se encuentra al oeste del océano Índico, incluyendo el Mar Rojo.